# Lijst van voetbalinterlands Argentinië - Uruguay
Deze lijst van voetbalinterlands is een overzicht van alle officiële voetbalwedstrijden tussen de nationale teams van Argentinië en Uruguay. De Zuid-Amerikaanse landen speelden tot op heden 189 keer tegen elkaar. Het eerste duel was een vriendschappelijke wedstrijd, gespeeld op 20 juli 1902 in Montevideo. Het laatste duel, een kwalificatiewedstrijd voor het Wereldkampioenschap voetbal 2026, vond plaats in de Uruguayaanse hoofdstad op 21 maart 2025.
Argentinië en Uruguay speelden tot dusver het vaakst tegen elkaar van alle bij de FIFA aangesloten federaties.

## Wedstrijden
| №   | Plaats         | Datum             | Competitie           | Wedstrijd            | Uitslag |
| --- | -------------- | ----------------- | -------------------- | -------------------- | ------- |
| 1   | Montevideo     | 20 juli 1902      | Vriendschappelijk    | Uruguay – Argentinië | 0 – 6   |
| 2   | Buenos Aires   | 13 september 1903 | Vriendschappelijk    | Argentinië – Uruguay | 2 – 3   |
| 3   | Buenos Aires   | 15 augustus 1905  | Vriendschappelijk    | Argentinië – Uruguay | 0 – 0   |
| 4   | Montevideo     | 15 augustus 1906  | Vriendschappelijk    | Uruguay – Argentinië | 0 – 2   |
| 5   | Buenos Aires   | 21 oktober 1906   | Vriendschappelijk    | Argentinië – Uruguay | 2 – 1   |
| 6   | Buenos Aires   | 15 augustus 1907  | Vriendschappelijk    | Argentinië – Uruguay | 2 – 1   |
| 7   | Montevideo     | 6 oktober 1907    | Vriendschappelijk    | Uruguay – Argentinië | 1 – 2   |
| 8   | Montevideo     | 15 augustus 1908  | Vriendschappelijk    | Uruguay – Argentinië | 2 – 2   |
| 9   | Buenos Aires   | 13 september 1908 | Vriendschappelijk    | Argentinië – Uruguay | 2 – 1   |
| 10  | Buenos Aires   | 4 oktober 1908    | Vriendschappelijk    | Argentinië – Uruguay | 0 – 1   |
| 11  | Buenos Aires   | 15 augustus 1909  | Vriendschappelijk    | Argentinië – Uruguay | 2 – 1   |
| 12  | Montevideo     | 19 september 1909 | Vriendschappelijk    | Uruguay – Argentinië | 2 – 2   |
| 13  | Buenos Aires   | 10 oktober 1909   | Vriendschappelijk    | Argentinië – Uruguay | 3 – 1   |
| 14  | Buenos Aires   | 12 juni 1910      | Vriendschappelijk    | Argentinië – Uruguay | 4 – 1   |
| 15  | Montevideo     | 15 augustus 1910  | Vriendschappelijk    | Uruguay – Argentinië | 3 – 1   |
| 16  | Buenos Aires   | 13 november 1910  | Vriendschappelijk    | Argentinië – Uruguay | 1 – 1   |
| 17  | Buenos Aires   | 27 november 1910  | Vriendschappelijk    | Argentinië – Uruguay | 2 – 6   |
| 18  | Buenos Aires   | 15 augustus 1911  | Vriendschappelijk    | Argentinië – Uruguay | 0 – 2   |
| 19  | Montevideo     | 17 september 1911 | Vriendschappelijk    | Uruguay – Argentinië | 2 – 3   |
| 20  | Montevideo     | 8 oktober 1911    | Vriendschappelijk    | Uruguay – Argentinië | 1 – 1   |
| 21  | Buenos Aires   | 22 oktober 1911   | Vriendschappelijk    | Argentinië – Uruguay | 2 – 0   |
| 22  | Montevideo     | 29 oktober 1911   | Vriendschappelijk    | Uruguay – Argentinië | 3 – 0   |
| 23  | Montevideo     | 15 augustus 1912  | Vriendschappelijk    | Uruguay – Argentinië | 2 – 0   |
| 24  | Montevideo     | 25 augustus 1912  | Vriendschappelijk    | Uruguay – Argentinië | 3 – 0   |
| 25  | Buenos Aires   | 22 september 1912 | Vriendschappelijk    | Argentinië – Uruguay | 0 – 1   |
| 26  | Avellaneda     | 6 oktober 1912    | Vriendschappelijk    | Argentinië – Uruguay | 3 – 3   |
| 27  | Montevideo     | 1 december 1912   | Vriendschappelijk    | Uruguay – Argentinië | 1 – 3   |
| 28  | Avellaneda     | 15 juni 1913      | Vriendschappelijk    | Argentinië – Uruguay | 1 – 1   |
| 29  | Avellaneda     | 9 september 1913  | Vriendschappelijk    | Argentinië – Uruguay | 2 – 1   |
| 30  | Avellaneda     | 15 augustus 1913  | Vriendschappelijk    | Argentinië – Uruguay | 4 – 0   |
| 31  | Buenos Aires   | 31 augustus 1913  | Vriendschappelijk    | Argentinië – Uruguay | 2 – 0   |
| 32  | Montevideo     | 5 oktober 1913    | Vriendschappelijk    | Uruguay – Argentinië | 1 – 0   |
| 33  | Montevideo     | 26 oktober 1913   | Vriendschappelijk    | Uruguay – Argentinië | 1 – 0   |
| 34  | Montevideo     | 30 augustus 1914  | Vriendschappelijk    | Uruguay – Argentinië | 3 – 2   |
| 35  | Buenos Aires   | 13 september 1914 | Vriendschappelijk    | Argentinië – Uruguay | 2 – 1   |
| 36  | Montevideo     | 18 september 1915 | Vriendschappelijk    | Uruguay – Argentinië | 2 – 3   |
| 37  | Buenos Aires   | 15 augustus 1915  | Vriendschappelijk    | Argentinië – Uruguay | 2 – 1   |
| 38  | Montevideo     | 12 september 1915 | Vriendschappelijk    | Uruguay – Argentinië | 2 – 0   |
| 39  | Avellaneda     | 17 september 1916 | Vriendschappelijk    | Argentinië – Uruguay | 0 – 0   |
| 40  | Montevideo     | 15 augustus 1916  | Vriendschappelijk    | Uruguay – Argentinië | 1 – 2   |
| 41  | Avellaneda     | 15 augustus 1916  | Vriendschappelijk    | Argentinië – Uruguay | 3 – 1   |
| 42  | Montevideo     | 1 oktober 1916    | Vriendschappelijk    | Uruguay – Argentinië | 0 – 1   |
| 43  | Avellaneda     | 1 oktober 1916    | Vriendschappelijk    | Argentinië – Uruguay | 7 – 2   |
| 44  | Montevideo     | 29 oktober 1916   | Vriendschappelijk    | Uruguay – Argentinië | 3 – 1   |
| 45  | Montevideo     | 18 september 1917 | Vriendschappelijk    | Uruguay – Argentinië | 0 – 2   |
| 46  | Avellaneda     | 15 augustus 1917  | Vriendschappelijk    | Argentinië – Uruguay | 1 – 0   |
| 47  | Montevideo     | 2 september 1917  | Vriendschappelijk    | Uruguay – Argentinië | 1 – 0   |
| 48  | Montevideo     | 14 oktober 1917   | Vriendschappelijk    | Uruguay – Argentinië | 1 – 0   |
| 49  | Montevideo     | 18 juli 1918      | Vriendschappelijk    | Uruguay – Argentinië | 1 – 1   |
| 50  | Montevideo     | 28 juli 1918      | Vriendschappelijk    | Uruguay – Argentinië | 3 – 1   |
| 51  | Buenos Aires   | 15 augustus 1918  | Vriendschappelijk    | Argentinië – Uruguay | 0 – 0   |
| 52  | Buenos Aires   | 25 augustus 1918  | Vriendschappelijk    | Argentinië – Uruguay | 2 – 1   |
| 53  | Montevideo     | 20 september 1918 | Vriendschappelijk    | Uruguay – Argentinië | 1 – 1   |
| 54  | Buenos Aires   | 29 september 1918 | Vriendschappelijk    | Argentinië – Uruguay | 2 – 0   |
| 55  | Rio de Janeiro | 13 mei 1919       | Copa América 1919    | Uruguay – Argentinië | 3 – 2   |
| 56  | Montevideo     | 18 juli 1919      | Vriendschappelijk    | Uruguay – Argentinië | 4 – 1   |
| 57  | Montevideo     | 24 augustus 1919  | Vriendschappelijk    | Uruguay – Argentinië | 2 – 1   |
| 58  | Buenos Aires   | 7 september 1919  | Vriendschappelijk    | Argentinië – Uruguay | 1 – 2   |
| 59  | Buenos Aires   | 19 oktober 1919   | Vriendschappelijk    | Argentinië – Uruguay | 6 – 1   |
| 60  | Montevideo     | 7 december 1919   | Vriendschappelijk    | Uruguay – Argentinië | 4 – 2   |
| 61  | Montevideo     | 18 juli 1920      | Vriendschappelijk    | Uruguay – Argentinië | 2 – 0   |
| 62  | Buenos Aires   | 25 juli 1920      | Vriendschappelijk    | Argentinië – Uruguay | 1 – 3   |
| 63  | Buenos Aires   | 8 augustus 1920   | Vriendschappelijk    | Argentinië – Uruguay | 1 – 0   |
| 64  | Viña del Mar   | 12 september 1920 | Copa América 1920    | Uruguay – Argentinië | 1 – 1   |
| 65  | Buenos Aires   | 30 oktober 1921   | Vriendschappelijk    | Argentinië – Uruguay | 1 – 0   |
| 66  | Rio de Janeiro | 8 oktober 1922    | Copa América 1922    | Uruguay – Argentinië | 1 – 0   |
| 67  | Montevideo     | 12 november 1922  | Vriendschappelijk    | Uruguay – Argentinië | 1 – 0   |
| 68  | Montevideo     | 10 december 1922  | Vriendschappelijk    | Uruguay – Argentinië | 1 – 0   |
| 69  | Buenos Aires   | 17 december 1922  | Vriendschappelijk    | Argentinië – Uruguay | 2 – 2   |
| 70  | Buenos Aires   | 24 juni 1923      | Vriendschappelijk    | Argentinië – Uruguay | 0 – 0   |
| 71  | Buenos Aires   | 15 augustus 1923  | Vriendschappelijk    | Argentinië – Uruguay | 2 – 2   |
| 72  | Montevideo     | 22 september 1923 | Vriendschappelijk    | Uruguay – Argentinië | 2 – 2   |
| 73  | Montevideo     | 30 september 1923 | Vriendschappelijk    | Uruguay – Argentinië | 0 – 2   |
| 74  | Montevideo     | 2 december 1923   | Vriendschappelijk    | Uruguay – Argentinië | 2 – 0   |
| 75  | Avellaneda     | 8 december 1923   | Vriendschappelijk    | Argentinië – Uruguay | 2 – 3   |
| 76  | Montevideo     | 25 mei 1924       | Vriendschappelijk    | Uruguay – Argentinië | 2 – 0   |
| 77  | Buenos Aires   | 25 mei 1924       | Vriendschappelijk    | Argentinië – Uruguay | 4 – 0   |
| 78  | Buenos Aires   | 10 augustus 1924  | Vriendschappelijk    | Argentinië – Uruguay | 0 – 0   |
| 79  | Montevideo     | 31 augustus 1924  | Vriendschappelijk    | Uruguay – Argentinië | 2 – 3   |
| 80  | Montevideo     | 21 september 1924 | Vriendschappelijk    | Uruguay – Argentinië | 1 – 1   |
| 81  | Buenos Aires   | 28 september 1924 | Vriendschappelijk    | Argentinië – Uruguay | 0 – 0   |
| 82  | Buenos Aires   | 2 oktober 1924    | Vriendschappelijk    | Argentinië – Uruguay | 2 – 1   |
| 83  | Montevideo     | 2 november 1924   | Vriendschappelijk    | Uruguay – Argentinië | 0 – 0   |
| 84  | Santiago       | 24 oktober 1926   | Copa América 1926    | Uruguay – Argentinië | 2 – 0   |
| 85  | Montevideo     | 14 september 1927 | Vriendschappelijk    | Uruguay – Argentinië | 0 – 1   |
| 86  | Buenos Aires   | 30 augustus 1927  | Vriendschappelijk    | Argentinië – Uruguay | 0 – 1   |
| 87  | Lima           | 20 november 1927  | Copa América 1927    | Argentinië – Uruguay | 3 – 2   |
| 88  | Amsterdam      | 10 juni 1928      | OS 1928              | Argentinië – Uruguay | 1 – 1   |
| 89  | Amsterdam      | 13 juni 1928      | OS 1928              | Uruguay – Argentinië | 2 – 1   |
| 90  | Avellaneda     | 30 augustus 1928  | Vriendschappelijk    | Argentinië – Uruguay | 1 – 0   |
| 91  | Montevideo     | 21 september 1928 | Vriendschappelijk    | Uruguay – Argentinië | 2 – 2   |
| 92  | Montevideo     | 16 juni 1929      | Vriendschappelijk    | Uruguay – Argentinië | 1 – 1   |
| 93  | Buenos Aires   | 16 juni 1929      | Vriendschappelijk    | Argentinië – Uruguay | 2 – 0   |
| 94  | Montevideo     | 20 september 1929 | Vriendschappelijk    | Uruguay – Argentinië | 2 – 1   |
| 95  | Buenos Aires   | 28 september 1929 | Vriendschappelijk    | Argentinië – Uruguay | 0 – 0   |
| 96  | Buenos Aires   | 17 november 1929  | Vriendschappelijk    | Argentinië – Uruguay | 2 – 0   |
| 97  | Buenos Aires   | 25 mei 1930       | Vriendschappelijk    | Argentinië – Uruguay | 1 – 1   |
| 98  | Montevideo     | 30 juli 1930      | WK 1930              | Uruguay – Argentinië | 4 – 2   |
| 99  | Buenos Aires   | 15 mei 1932       | Vriendschappelijk    | Argentinië – Uruguay | 2 – 0   |
| 100 | Montevideo     | 18 mei 1932       | Vriendschappelijk    | Uruguay – Argentinië | 1 – 0   |
| 101 | Montevideo     | 21 januari 1933   | Vriendschappelijk    | Uruguay – Argentinië | 2 – 1   |
| 102 | Avellaneda     | 5 februari 1933   | Vriendschappelijk    | Argentinië – Uruguay | 4 – 1   |
| 103 | Montevideo     | 14 december 1933  | Vriendschappelijk    | Uruguay – Argentinië | 0 – 1   |
| 104 | Montevideo     | 18 juli 1934      | Vriendschappelijk    | Uruguay – Argentinië | 2 – 2   |
| 105 | Avellaneda     | 15 augustus 1934  | Vriendschappelijk    | Argentinië – Uruguay | 1 – 0   |
| 106 | Lima           | 27 januari 1935   | Copa América 1935    | Argentinië – Uruguay | 0 – 3   |
| 107 | Montevideo     | 18 juli 1935      | Vriendschappelijk    | Uruguay – Argentinië | 1 – 1   |
| 108 | Avellaneda     | 15 augustus 1935  | Vriendschappelijk    | Argentinië – Uruguay | 3 – 0   |
| 109 | Avellaneda     | 9 augustus 1936   | Vriendschappelijk    | Argentinië – Uruguay | 1 – 0   |
| 110 | Montevideo     | 20 september 1936 | Vriendschappelijk    | Uruguay – Argentinië | 2 – 1   |
| 111 | Buenos Aires   | 23 januari 1937   | Copa América 1937    | Argentinië – Uruguay | 2 – 3   |
| 112 | Montevideo     | 10 oktober 1937   | Vriendschappelijk    | Uruguay – Argentinië | 0 – 3   |
| 113 | Avellaneda     | 11 november 1937  | Vriendschappelijk    | Argentinië – Uruguay | 5 – 1   |
| 114 | Buenos Aires   | 18 juni 1938      | Vriendschappelijk    | Argentinië – Uruguay | 1 – 0   |
| 115 | Montevideo     | 12 oktober 1938   | Vriendschappelijk    | Uruguay – Argentinië | 2 – 3   |
| 116 | Montevideo     | 18 juli 1940      | Vriendschappelijk    | Uruguay – Argentinië | 3 – 0   |
| 117 | Buenos Aires   | 15 augustus 1940  | Vriendschappelijk    | Argentinië – Uruguay | 5 – 0   |
| 118 | Santiago       | 23 februari 1941  | Copa América 1941    | Argentinië – Uruguay | 1 – 0   |
| 119 | Montevideo     | 7 februari 1942   | Vriendschappelijk    | Uruguay – Argentinië | 1 – 0   |
| 120 | Buenos Aires   | 25 mei 1942       | Vriendschappelijk    | Argentinië – Uruguay | 4 – 1   |
| 121 | Montevideo     | 25 augustus 1942  | Vriendschappelijk    | Uruguay – Argentinië | 1 – 1   |
| 122 | Buenos Aires   | 28 maart 1943     | Vriendschappelijk    | Argentinië – Uruguay | 3 – 3   |
| 123 | Montevideo     | 4 april 1943      | Vriendschappelijk    | Uruguay – Argentinië | 0 – 1   |
| 124 | Santiago       | 25 februari 1945  | Copa América 1945    | Argentinië – Uruguay | 1 – 0   |
| 125 | Montevideo     | 18 juli 1945      | Vriendschappelijk    | Uruguay – Argentinië | 2 – 2   |
| 126 | Buenos Aires   | 15 augustus 1945  | Vriendschappelijk    | Argentinië – Uruguay | 6 – 2   |
| 127 | Buenos Aires   | 2 februari 1946   | Copa América 1946    | Argentinië – Uruguay | 3 – 1   |
| 128 | Guayaquil      | 28 december 1947  | Copa América 1947    | Argentinië – Uruguay | 3 – 1   |
| 129 | Santiago       | 27 maart 1955     | Copa América 1955    | Argentinië – Uruguay | 6 – 1   |
| 130 | Montevideo     | 15 februari 1956  | Vriendschappelijk    | Uruguay – Argentinië | 1 – 0   |
| 131 | Montevideo     | 1 september 1956  | Vriendschappelijk    | Uruguay – Argentinië | 1 – 2   |
| 132 | Paysandú       | 10 oktober 1956   | Vriendschappelijk    | Uruguay – Argentinië | 1 – 2   |
| 133 | Buenos Aires   | 14 november 1956  | Vriendschappelijk    | Argentinië – Uruguay | 2 – 2   |
| 134 | Lima           | 20 maart 1957     | Copa América 1957    | Argentinië – Uruguay | 4 – 0   |
| 135 | Montevideo     | 23 mei 1957       | Vriendschappelijk    | Uruguay – Argentinië | 0 – 0   |
| 136 | Buenos Aires   | 5 juni 1957       | Vriendschappelijk    | Argentinië – Uruguay | 1 – 1   |
| 137 | Montevideo     | 6 april 1958      | Vriendschappelijk    | Uruguay – Argentinië | 1 – 0   |
| 138 | Buenos Aires   | 30 april 1958     | Vriendschappelijk    | Argentinië – Uruguay | 2 – 0   |
| 139 | Buenos Aires   | 30 maart 1959     | Copa América 1959    | Argentinië – Uruguay | 4 – 1   |
| 140 | Guayaquil      | 16 december 1959  | Copa America 1959    | Argentinië – Uruguay | 0 – 5   |
| 141 | Buenos Aires   | 17 augustus 1960  | Vriendschappelijk    | Argentinië – Uruguay | 4 – 0   |
| 142 | Montevideo     | 13 maart 1962     | Vriendschappelijk    | Uruguay – Argentinië | 1 – 1   |
| 143 | Buenos Aires   | 15 augustus 1962  | Vriendschappelijk    | Argentinië – Uruguay | 3 – 1   |
| 144 | Montevideo     | 2 februari 1967   | Copa América 1967    | Uruguay – Argentinië | 1 – 0   |
| 145 | Buenos Aires   | 5 juni 1968       | Vriendschappelijk    | Argentinië – Uruguay | 2 – 0   |
| 146 | Montevideo     | 20 juni 1968      | Vriendschappelijk    | Uruguay – Argentinië | 2 – 1   |
| 147 | Buenos Aires   | 8 april 1970      | Vriendschappelijk    | Argentinië – Uruguay | 2 – 1   |
| 148 | Montevideo     | 15 april 1970     | Vriendschappelijk    | Uruguay – Argentinië | 2 – 1   |
| 149 | Buenos Aires   | 14 september 1971 | Vriendschappelijk    | Argentinië – Uruguay | 1 – 0   |
| 150 | Montevideo     | 18 september 1971 | Vriendschappelijk    | Uruguay – Argentinië | 1 – 1   |
| 151 | Porto Alegre   | 6 september 1972  | Vriendschappelijk    | Argentinië – Uruguay | 1 – 0   |
| 152 | Buenos Aires   | 17 mei 1973       | Vriendschappelijk    | Argentinië – Uruguay | 1 – 1   |
| 153 | Montevideo     | 23 mei 1973       | Vriendschappelijk    | Uruguay – Argentinië | 1 – 1   |
| 154 | Montevideo     | 18 september 1975 | Vriendschappelijk    | Uruguay – Argentinië | 2 – 3   |
| 155 | Buenos Aires   | 8 april 1976      | Vriendschappelijk    | Argentinië – Uruguay | 4 – 1   |
| 156 | Montevideo     | 9 juni 1976       | Vriendschappelijk    | Uruguay – Argentinië | 0 – 3   |
| 157 | Montevideo     | 25 april 1978     | Vriendschappelijk    | Uruguay – Argentinië | 2 – 0   |
| 158 | Buenos Aires   | 3 mei 1978        | Vriendschappelijk    | Argentinië – Uruguay | 3 – 0   |
| 159 | Montevideo     | 18 september 1984 | Vriendschappelijk    | Uruguay – Argentinië | 1 – 0   |
| 160 | Buenos Aires   | 2 augustus 1984   | Vriendschappelijk    | Argentinië – Uruguay | 0 – 0   |
| 161 | Puebla         | 16 juni 1986      | WK 1986              | Argentinië – Uruguay | 1 – 0   |
| 162 | Buenos Aires   | 9 september 1987  | Copa América 1987    | Argentinië – Uruguay | 0 – 1   |
| 163 | Goiânia        | 8 september 1989  | Copa América 1989    | Argentinië – Uruguay | 1 – 0   |
| 164 | Rio de Janeiro | 14 september 1989 | Copa América 1989    | Uruguay – Argentinië | 2 – 0   |
| 165 | Montevideo     | 23 september 1992 | Vriendschappelijk    | Uruguay – Argentinië | 0 – 0   |
| 166 | Montevideo     | 12 januari 1997   | WK 1998 kwalificatie | Uruguay – Argentinië | 0 – 0   |
| 167 | Buenos Aires   | 12 oktober 1997   | WK 1998 kwalificatie | Argentinië – Uruguay | 0 – 0   |
| 168 | Luque          | 7 september 1999  | Copa América 1999    | Argentinië – Uruguay | 2 – 0   |
| 169 | Buenos Aires   | 8 oktober 2000    | WK 2002 kwalificatie | Argentinië – Uruguay | 2 – 1   |
| 170 | Montevideo     | 14 november 2001  | WK 2002 kwalificatie | Uruguay – Argentinië | 1 – 1   |
| 171 | La Plata       | 16 juli 2003      | Vriendschappelijk    | Argentinië – Uruguay | 2 – 2   |
| 172 | Florence       | 20 augustus 2003  | Vriendschappelijk    | Argentinië – Uruguay | 3 – 2   |
| 173 | Piura          | 13 september 2004 | Copa América 2004    | Argentinië – Uruguay | 4 – 2   |
| 174 | Buenos Aires   | 9 oktober 2004    | WK 2006 kwalificatie | Argentinië – Uruguay | 4 – 2   |
| 175 | Montevideo     | 12 oktober 2005   | WK 2006 kwalificatie | Uruguay – Argentinië | 1 – 0   |
| 176 | Buenos Aires   | 11 oktober 2008   | WK 2010 kwalificatie | Argentinië – Uruguay | 2 – 1   |
| 177 | Montevideo     | 14 oktober 2009   | WK 2010 kwalificatie | Uruguay – Argentinië | 0 – 1   |
| 178 | Santa Fe       | 16 juli 2011      | Copa América 2011    | Argentinië – Uruguay | 1 – 1   |
| 179 | Mendoza        | 12 oktober 2012   | WK 2014 kwalificatie | Argentinië − Uruguay | 3 − 0   |
| 180 | Montevideo     | 15 oktober 2013   | WK 2014 kwalificatie | Uruguay − Argentinië | 3 − 2   |
| 181 | La Serena      | 16 juni 2015      | Copa América 2015    | Argentinië − Uruguay | 1 − 0   |
| 182 | Mendoza        | 1 september 2016  | WK 2018 kwalificatie | Argentinië − Uruguay | 1 − 0   |
| 183 | Montevideo     | 31 augustus 2017  | WK 2018 kwalificatie | Uruguay − Argentinië | 0 − 0   |
| 184 | Tel Aviv       | 18 november 2019  | Vriendschappelijk    | Argentinië − Uruguay | 2 − 2   |
| 185 | Brasilia       | 18 juni 2021      | Copa América 2021    | Argentinië − Uruguay | 1 − 0   |
| 186 | Buenos Aires   | 10 oktober 2021   | WK 2022 kwalificatie | Argentinië − Uruguay | 3 − 0   |
| 187 | Montevideo     | 12 november 2021  | WK 2022 kwalificatie | Uruguay − Argentinië | 0 − 1   |
| 188 | Buenos Aires   | 16 november 2023  | WK 2026 kwalificatie | Argentinië − Uruguay | 0 − 2   |
| 189 | Montevideo     | 21 maart 2025     | WK 2026 kwalificatie | Uruguay − Argentinië | 0 − 1   |

## Samenvatting
| Competitie        | Totaal gespeeld | Winst Argentinië | Gelijk | Winst Uruguay | Doelsaldo Argentinië – Uruguay |
| ----------------- | --------------- | ---------------- | ------ | ------------- | ------------------------------ |
| WK-eindronde      | 2               | 1                | 0      | 1             | 3 − 4                          |
| WK-kwalificatie   | 16              | 9                | 4      | 3             | 21 − 11                        |
| Copa América      | 28              | 11               | 8      | 9             | 38 − 28                        |
| Olympische Spelen | 2               | 0                | 1      | 1             | 2 − 3                          |
| Vriendschappelijk | 139             | 65               | 35     | 39            | 238 − 175                      |
| Totaal            | 189             | 90               | 43     | 56            | 302 − 221                      |

Wedstrijden bepaald door strafschoppen worden, in lijn met de FIFA, als een gelijkspel gerekend.

## Details

### 48ste ontmoeting
| Copa América 1917 (Montevideo, Uruguay, 14 oktober 1917): |       |            |
| Uruguay                                                   | 1 – 0 | Argentinië |
| Héctor Scarone 62'                                        | goals |            |

### 55ste ontmoeting
| Copa América 1919 (Rio de Janeiro, Brazilië, 13 mei 1919): |       |                                                            |
| Argentinië                                                 | 2 – 3 | Uruguay                                                    |
| Carlos Izaguirre 34' Manuel Varela 79' (e.d.)              | goals | 19' Carlos Scarone 23' Héctor Scarone 85' Isabelino Gradín |

### 159ste ontmoeting
| Vriendschappelijk (Montevideo, Uruguay, 18 september 1984 ): |       |            |
| Uruguay                                                      | 1 – 0 | Argentinië |
| Jorge Barrios 63'                                            | goals |            |
| - Debuut van doelman José Luis Sosa voor Uruguay.            |       |            |

### 160ste ontmoeting
| Vriendschappelijk (Buenos Aires, Argentinië, 2 augustus 1984): |       |         |
| Argentinië                                                     | 0 – 0 | Uruguay |
|                                                                | goals |         |

### 161ste ontmoeting
| WK 1986 (Puebla, Mexico, 16 juni 1986): |       |         |
| Argentinië                              | 1 – 0 | Uruguay |
| Pedro Pasculli 42'                      | goals |         |

### 162ste ontmoeting
| Copa América 1987 (Buenos Aires, Argentinië, 9 september 1987): |       |                       |
| Argentinië                                                      | 0 – 1 | Uruguay               |
|                                                                 | goals | 43' Antonio Alzamendi |

### 163ste ontmoeting
| Copa América 1989 (Goiânia, Brazilië, 8 september 1989): |       |         |
| Argentinië                                               | 1 – 0 | Uruguay |
| Claudio Caniggia 69'                                     | goals |         |

### 164ste ontmoeting
| Copa América 1989 (Rio de Janeiro, Brazilië, 14 september 1989): |       |                               |
| Argentinië                                                       | 0 – 2 | Uruguay                       |
|                                                                  | goals | 38' Rubén Sosa 81' Rubén Sosa |

### 165ste ontmoeting
| Uruguay | 0 – 0 | Argentinië |
|         | goals |            |

### 166ste ontmoeting
| Uruguay | 0 – 0 | Argentinië |
|         | goals |            |

### 167ste ontmoeting
| Argentinië | 0 – 0 | Uruguay |
|            | goals |         |

### 170ste ontmoeting
| Uruguay         | 1 – 1 | Argentinië        |
| Darío Silva 18' | goals | 45' Claudio López |

### 173ste ontmoeting
| Argentinië                                                                    | 4 – 2 | Uruguay                                  |
| Kily González 19' Luciano Figueroa 20' Roberto Ayala 80' Luciano Figueroa 89' | goals | 7' Fabian Estoyanoff 38' Vicente Sánchez |
| - Debuut van Guillermo Rodríguez (Danubio FC) voor Uruguay.                   |       |                                          |

### 174ste ontmoeting
| Argentinië                                                                     | 4 – 2 | Uruguay                                            |
| Lucho González 6' Luciano Figueroa 32' Javier Zanetti 45' Luciano Figueroa 54' | goals | 63' Cristian Rodríguez 86' (pen.) Javier Chevantón |

### 175ste ontmoeting
| Uruguay           | 1 – 0 | Argentinië |
| Álvaro Recoba 46' | goals |            |

### 176ste ontmoeting
| Argentinië                        | 2 – 1 | Uruguay          |
| Lionel Messi 5' Sergio Agüero 12' | goals | 39' Diego Lugano |

### 177ste ontmoeting
| Uruguay | 0 – 1 | Argentinië        |
|         | goals | 84' Mario Bolatti |

### 178ste ontmoeting
| Argentinië          | 1 – 1 | Uruguay        |
| Gonzalo Higuaín 18' | goals | 6' Diego Pérez |

### 179ste ontmoeting
| Argentinië                                       | 3 – 0 | Uruguay |
| Lionel Messi 66' Kun Agüero 75' Lionel Messi 80' | goals |         |

### 180ste ontmoeting
| Uruguay                                                         | 3 – 2 | Argentinië                            |
| Cristian Rodríguez 6' Luis Suárez 34' (pen.) Edinson Cavani 49' | goals | 15' Maxi Rodriguez 41' Maxi Rodriguez |
| - Debuut van Mauro Icardi voor Argentinië.                      |       |                                       |

### 181ste ontmoeting
| Copa América 2015 (La Serena, Chili, 16 juni 2015): |              | |
| Argentinië | 1 – 0        | Uruguay |
| Sergio Agüero 56' | goals        | |
| Gerardo Martino | bondscoach   | Oscar Tabárez |
| Sergio Romero Ezequiel Garay Pablo Zabaleta Marcos Rojo Nicolás Otamendi Lucas Biglia Ángel Di María 89' Javier Mascherano Javier Pastore 79' Lionel Messi Sergio Agüero 82'                     | opstellingen | Fernando Muslera José María Giménez Diego Godín Maximiliano Pereira Álvaro Pereira 64' Cristian Rodríguez 69' Nicolás Lodeiro Egidio Arévalo Álvaro González Diego Rolán Edinson Cavani              |
| Éver Banega 79' Carlos Tévez 82' Roberto Pereyra 89' Nahuel Guzmán Agustín Marchesín Facundo Roncaglia Martín Demichelis Fernando Gago Milton Casco Èrik Lamela Gonzalo Higuaín Ezequiel Lavezzi | wissels      | 64' Carlos Sánchez 69' Abel Hernández Rodrigo Muñoz Martín Silva Jorge Fucile Gastón Silva Mathías Corujo Sebastián Coates Guzmán Pereira Giorgian de Arrascaeta Cristhian Stuani Jonathan Rodríguez |
| Javier Mascherano 45' Marcos Rojo 71' Sergio Romero 84' | gele kaarten | 31' Nicolás Lodeiro 65' Diego Godín 86' Álvaro Pereira |